# 土庫 (臺南市鹽水區)
土庫，是臺灣臺南市鹽水區的一個傳統地域名稱，位於該區東部偏北。相較於今日行政區，其範圍大致為水秀里南大半部不含東部凸出部分及西部凸出部分。
本地區西端為原南榮科技大學（已停辦）的一部分，境內主要聚落為土庫。

## 歷史
台灣日治初期，土庫地區為一街庄（舊制街庄），稱為「土庫庄」，隸屬於鹽水港堡。該庄昔日西北及北與竹仔腳庄為鄰，東邊、南邊及西南邊與後鎮庄為鄰，西邊為鹽水港街。
1901年（日治明治三十四年）11月11日，全台廢縣廳改設二十廳，該庄隸屬於鹽水港廳。1904年（明治三十七年）4月1日，該庄編入「鹽水港區」，隸屬於鹽水港廳。1906年（明治三十九年）4月1日，鹽水港廳內管轄區域調整，該庄仍隸屬於「鹽水港區」。1909年（明治四十二年）10月25日，全台合併二十廳為十二廳，鹽水港區改隸屬於嘉義廳。1920年（大正九年）10月1日，全台地方制度大改正，廢十二廳改設五州二廳，該庄改制為「土庫」大字，隸屬於臺南州新營郡鹽水街（新制街庄）。
戰後鹽水街改制為鹽水鎮，隸屬於臺南縣，大字亦改制為里。1950年10月25日，雲、嘉、南分治，鹽水鎮仍隸屬於臺南縣。2010年12月25日，臺南縣、市合併為直轄臺南市，鹽水鎮改制為鹽水區。

## 聚落
本地區發展較早的聚落有土庫、魚藔（已消失）等，在日治期初期的官方地圖上已有記載。

## 交通
區道南74線是鹽水至安溪寮的道路，經過本地區北部。
區道南80線是上帝廟至下茄苳的道路，其西側端點（起點）位於本地區東北部的區道南74線路口。

## 學校
- 南榮科技大學（部分，已停辦）